# Dunavska (Novi Sad)
Dunavska (v srbské cyrilici Дунавска) je ulice v historickém centru města Novi Sad v autonomní oblasti Vojvodina v Srbsku. Svůj název má podle řeky Dunaje (srbsky Dunav/Дунав). Spojuje hlavní třídu ve středu města (Zmaj Jovina) s nábřežím Dunaje. Podle ní nese název i nedaleký Dunajský park. Nachází se zde městská knihovna, Muzeum Vojvodiny a Muzeum současného umění. 
Historicky se jednalo o jednu z nejstarších ulic ve městě, neboť se na jejím rohu a rohu ulice Zmaj Jovina nacházela nejstarší budova ve městě, která byla původem z roku 1720. Svojí současnou podobu s nízkými domy architektury typické pro Rakousko-Uhersko získala po bombardování města v roce 1849. 
Za druhé světové války, kdy byl Novi Sad připojen k Maďarsku, byla přejmenována podle László Bárdossyho. Docházelo zde k masovým popravám místních židů. Po skončení války byl obnoven původní název ulice, v současné době slouží jako pěší zóna.
Na této ulici žili Svetozar Miletić (srbský politik 19. století).